# Павліченко Віктор Васильович
Віктор Васильович Павліченко (нар. 17 квітня 1954, село Партизани, тепер село Новопавлівка Приморського району Запорізької області) — український діяч, голова Черкаської обласної ради у 2005—2006 роках.

## Біографія
У вересні 1971 — листопаді 1972 року — робітник Запорізького заводу феросплавів.
У листопаді 1972—1973 р. — служба в Радянській армії і навчання у В'яземському авіаційно-навчальному центрі пілотів Московського військового округу.
У 1973—1974 роках — інженер з техніки безпеки Михайлівського споживчого товариства Запорізької області. У 1974—1975 роках — командир Пришибської професійної пожежної частини Запорізької області.
У 1975—1976 роках — помічник оператора Пальмирського цукрового заводу Золотоніського району Черкаської області.
У вересні 1976 — липні 1985 року — механізатор, помічник бригадира, бригадир тракторної бригади, заступник голови правління колгоспу «Перемога» Золотоніського району Черкаської області.
У 1983 році закінчив Українську сільськогосподарську академію, здобув спеціальність інженера-механіка.
У серпні 1985 — березні 1990 року — директор радгоспу «Канівщанський» Золотоніського району Черкаської області.
У 1991 році заочно закінчив Вищу партійну школу при ЦК КПУ (Київський інститут політології і соціального управління).
У березні 1990 — квітні 1992 року — голова районного виконавчого комітету Золотоніської районної ради народних депутатів. У квітні 1992 — липні 1994 року — Представник Президента України у Золотоніському районі. У липні 1994 — квітні 1998 року — голова Золотоніської районної ради народних депутатів. У липні 1995 — серпні 1998 року — голова Золотоніської районної державної адміністрації Черкаської області.
У 1998—1999 роках — виконавчий директор державного підприємства «Пальмира» Золотоніського району Черкаської області.
У 1999—2000 роках — голова постійної комісії з питань планування, бюджету і фінансів Черкаської обласної ради.
У 2000—2005 роках — генеральний директор відкритого акціонерного товариства «Пальмирський цукрозавод» Золотоніського району Черкаської області.
У березні — серпні 2005 року — голова Золотоніської районної державної адміністрації Черкаської області.
4 серпня 2005 — 28 квітня 2006 року — голова Черкаської обласної ради.
28 квітня 2006 — 2010 року — 1-й заступник голови Черкаської обласної ради.
Обирався депутатом сільської ради трьох скликань, двічі — депутатом Золотоніської районної ради, депутатом Черкаської обласної ради упродовж п'яти скликань (1990, 1994, 1998, 2002, 2006 роки). Був членом «Нашої України».
Одружений. Дружина Людмила Вікторівна — завідувач відділення Золотоніської районної лікарні; син Андрій — керівник відділення «Укрсиббанку».